# Renata Francouzská
Renata Francouzská (25. října 1510, zámek Blois – 12. června 1574, Montargis), mladší přeživší dítě Ludvíka XII. a Anny Bretaňské. Sňatkem s Herkulem II. d'Este, vnukem papeže Alexandra VI., se stala vévodkyní z Ferrary. Ve svém pozdějším životě byla významnou podporovatelkou protestantismu a spojencem Jana Kalvína.

## Původ
Renata se narodila 25. října 1510 na zámku Blois v Blois, Touraine jako druhá dcera Ludvíka XII. a Anny Bretaňské. Anna, která vždy zuřivě bojovala o nezávislost Bretaně na francouzské koruně, se pokusila odkázat své vévodství Renatě, Ludvík však nesouhlasil a tak nakonec připadlo její starší sestře Klaudii.
Její raná výchova byla provedena vychovatelkou Michelle de Saubonne, Madame de Soubise. Saubonne byla přívrženkyní Anny Bretaňské a odpůrkyní Anniny nepřítelkyně, Luisy Savojské. Po smrti Renatiných rodičů Luisa a její syn, František I. Francouzský, Madame de Soubise propustili. Renata na ni však nikdy nezapomněla, a když se vdala, vzala Michelle de Saubonne s sebou.
Za zřeknutí se nároků na Bretaň obdržela od krále Františka vévodství Chartres. V dětství byla jednou z jejích společnic mladá Anna Boleynová, na kterou Renata vždy vzpomínala s laskavostí a láskou.

## Vévodkyně z Ferrary
V dubnu 1528 se provdala za Herkula z Ferrary, nejstaršího syna Alfonsa I. d'Este a Lucrezie Borgia. Sňatkem se stala známou jako Renatia di Francia. Renata obdržela od Františka I. dostatečné věno a roční rentu. Ve Ferrarě kolem sebe shromáždila dvůr, na kterém pěstovala vědu a umění.
31. října 1534 zemřel její tchán a Herkules nastoupil na trůn jako Herkules II. Sotva předložil svou přísahu věrnosti papeži Pavlovi III., obrátil se proti Francouzům u vlastního dvora, z nichž mnozí byli přivedeni Renatou. Francouzi a jejich vliv se mu znelíbili, krom toho zjistil, že jsou příliš nákladní, a tak se přímými či nepřímými prostředky postaral o jejich propuštění, včetně básníka Clémenta Marota. A zatímco kurie nabádala vévodu k propuštění Francouze podezřelého z kacířství, přišel do Ferrary ne menší heretik Jan Kalvín. Kalvín pobyl v létě 1536 několik týdnů u Renatina dvora. V důsledku Renatina opatrovnictví, se Kalvínovo opus magnum šířilo po dvoře; Instituce křesťanského náboženství ve dvou latinských vydáních (1536, 1539). To bylo v době, kdy v této oblasti již začalo pronásledovaní sympatizantů s protestantskou vírou. Mezi těmi byl i chórista Jehannet, také jeden Cornillan, ze služebníků vévodkyně, spolu s klerikem z Tournay, Bouchefort, kteří byli rovněž zajati a vyslýcháni.

### Kacířský proces
Renata nejen, že si dopisovala s velmi velkým počtem zahraničních protestantů, s intelektuálními sympatizanty jako byli Vergerio, Camillo Renato, Giulio di Milano, Francisco de Enzinas, ale také se při dvou či třech příležitostech okolo roku 1550 nebo později podílela spolu se svými dcerami a spoluvěřícími na Eucharistii po protestantském způsobu. Mezitím, bez ohledu na jeho vnější nádheru, se její život stával smutným. Poslední z jejích francouzských hostů, dcera a zeť Madame de Soubise, museli v roce 1543 opustit dvůr. Protireformace, která působila v Římě od roku 1542, vedla ve Ferraře v roce 1545 k zavedení zvláštní inkvizice, skrz kterou byly protestantským sympatizantům v roce 1550 a 1551 nařízeny rozsudky smrti.
Vévoda Herkules podal před jejím synovcem králem Jindřichem II. žalobu na Renatu. Inkvizitor Oriz, jehož král pověřil tímto úkolem, Renatu zatkl jako kacířku a prohlásil ji za propadlou všech majetků. Nějakou dobu vytrvale vzdorovala, než jí pravděpodobně navždy odebrali její dvě dcery. Aby se mohla setkat se svými dětmi, musela odvolat protestantskou víru a vzdát se jí. 23. září 1554 podala přiznání, ačkoli se následně odmítla zúčastnit katolické bohoslužby, zejména mše, která pro ni znamenala formu rouhání. "Jak zřídka se mezi aristokraty objevuje příklad vytrvalosti," napsal Kalvín 2. února 1555 Farelovi.

### Návrat do Francie
Renatina touha po návratu domů nebyla naplněna až do 3. října 1559, kdy zemřel její manžel. Ve Francii našla manžela její nejstarší dcery, Františka de Guise, hlavu katolické strany. Jeho moc byla ovšem rozbita smrtí jeho synovce krále Františka II. v prosinci 1560, takže Renatě bylo umožněno nejen poskytovat protestantské bohoslužby na svých statcích v Montargis, najmout si schopného kazatele, ale také se stala patronkou okolních protestantů. Ve skutečnosti její hrad sloužil jako protestantské útočiště, když její zeť opět zapálil pochodeň války.
Opět si svým chováním vysloužila Kalvínovu chválu (10. května 1563) a byla jednou z nejčastěji se opakujících osob v jeho korespondenci. Kalvín opakovaně uznává její zásah do evangelické kauzy, a jeden z jeho posledních spisů ve francouzském jazyce, vyslán z jeho smrtelného lože (4. dubna 1564), je určen jí. Zatímco Renata nerušeně pokračovala ve druhé náboženské válce, ve třetí hrad už nebyl respektován jako azyl pro její souvěrce. Na druhou stranu se jí podařilo řadu z nich zachránit během Bartolomějské noci. Ji osobně nechali v té době v klidu, Kateřina Medicejská se ji stále snažila přestěhovat, tento požadavek byl však ignorován.

## Potomci
Renata měla s Herkulem II. pět dětí:
- 1. Anna d'Este (16. 11. 1531 Ferrara – 17. 5. 1607 Paříž)[1]
I. ⚭ 1548 František de Guise (17. 2. 1519 Bar-le-Duc – 24. 2. 1563 Orléans), vévoda de Guise, vévoda z Aumale a princ de Joinville[2]
II. ⚭ 1566 Jakub Savojský (12. 10. 1531 Vauluisant – 15. 6. 1585 Annecy), vévoda z Nemours od roku 1533 až do své smrti[3]
- 2. Alfons II. d'Este (24. 11. 1533 Ferrara – 27. 10. 1597 tamtéž), vévoda z Ferrary, Modeny a Reggia od roku 1559 až do své smrti[4]
I. ⚭ 1558 Lucrezia Medicejská (14. 2. 1545 Florencie – 21. 4. 1561 Ferrara)[5]
II. ⚭ 1565 Barbora Habsburská (30. 4. 1539 Vídeň – 19. 9. 1572 Ferrara)[6]
III. ⚭ 1579 Markéta Gonzagová (27. 5. 1564 Mantova – 6. 1. 1618 tamtéž)[7]
- 3. Lucrezia d'Este (16. 12. 1535 Ferrara – 12. 2. 1598 tamtéž)[8]
⚭ 1570 Francesco Maria II. della Rovere (20. 2. 1549 Pesaro – 23. 4. 1631), vévoda z Urbina[9]
- 4. Eleonora d'Este (19. 6. 1537 Ferrara – 19. 2. 1581), svobodná a bezdětná[10]
- 5. Luigi d'Este (21. 12. 1538 Ferrara – 30. 12. 1586 Řím), biskup z Ferrary, arbiskup z Auch[11]

Renata ovdověla roku 1559. V roce 1560 se vrátila do rodné Francie, kde žila až do své smrti 12. června 1574 v Montargis.

## Vývod z předků
|                    |                         |  |                   |                        |  |  |  |  |  |  |  | Karel V. Francouzský |
|                    |                         |  |                   |                        |  |  |  |  |  |  |  |                      |
|                    | Ludvík z Valois         |  |                   |                        |  |  |  |  |  |  |  |                      |
|                    |                         |  |                   |                        |  |  |  |  |  |  |  |                      |
|                    |                         |  |                   | Johana Bourbonská      |  |  |  |  |  |  |  |                      |
|                    |                         |  |                   |                        |  |  |  |  |  |  |  |                      |
|                    | Karel Orléanský         |  |                   |                        |  |  |  |  |  |  |  |                      |
|                    |                         |  |                   |                        |  |  |  |  |  |  |  |                      |
|                    |                         |  |                   | Gian Galeazzo Visconti |  |  |  |  |  |  |  |                      |
|                    |                         |  |                   |                        |  |  |  |  |  |  |  |                      |
|                    | Valentina Visconti      |  |                   |                        |  |  |  |  |  |  |  |                      |
|                    |                         |  |                   |                        |  |  |  |  |  |  |  |                      |
|                    |                         |  |                   | Izabela Francouzská    |  |  |  |  |  |  |  |                      |
|                    |                         |  |                   |                        |  |  |  |  |  |  |  |                      |
|                    | Ludvík XII.             |  |                   |                        |  |  |  |  |  |  |  |                      |
|                    |                         |  |                   |                        |  |  |  |  |  |  |  |                      |
|                    |                         |  |                   | Adolf III. z Marky     |  |  |  |  |  |  |  |                      |
|                    |                         |  |                   |                        |  |  |  |  |  |  |  |                      |
|                    | Adolf I. Klevský        |  |                   |                        |  |  |  |  |  |  |  |                      |
|                    |                         |  |                   |                        |  |  |  |  |  |  |  |                      |
|                    |                         |  |                   | Markéta z Jülichu      |  |  |  |  |  |  |  |                      |
|                    |                         |  |                   |                        |  |  |  |  |  |  |  |                      |
|                    | Marie Klevská           |  |                   |                        |  |  |  |  |  |  |  |                      |
|                    |                         |  |                   |                        |  |  |  |  |  |  |  |                      |
|                    |                         |  |                   | Jan I. Burgundský      |  |  |  |  |  |  |  |                      |
|                    |                         |  |                   |                        |  |  |  |  |  |  |  |                      |
|                    | Marie Burgundská        |  |                   |                        |  |  |  |  |  |  |  |                      |
|                    |                         |  |                   |                        |  |  |  |  |  |  |  |                      |
|                    |                         |  |                   | Markéta Bavorská       |  |  |  |  |  |  |  |                      |
|                    |                         |  |                   |                        |  |  |  |  |  |  |  |                      |
| Renata Francouzská |                         |  |                   |                        |  |  |  |  |  |  |  |                      |
|                    |                         |  |                   |                        |  |  |  |  |  |  |  |                      |
|                    |                         |  | Jan IV. Bretaňský |                        |  |  |  |  |  |  |  |                      |
|                    |                         |  |                   |                        |  |  |  |  |  |  |  |                      |
|                    | Richard Bretaňský       |  |                   |                        |  |  |  |  |  |  |  |                      |
|                    |                         |  |                   |                        |  |  |  |  |  |  |  |                      |
|                    |                         |  |                   | Jana Navarrská         |  |  |  |  |  |  |  |                      |
|                    |                         |  |                   |                        |  |  |  |  |  |  |  |                      |
|                    | František II. Bretaňský |  |                   |                        |  |  |  |  |  |  |  |                      |
|                    |                         |  |                   |                        |  |  |  |  |  |  |  |                      |
|                    |                         |  |                   | Ludvík z Valois        |  |  |  |  |  |  |  |                      |
|                    |                         |  |                   |                        |  |  |  |  |  |  |  |                      |
|                    | Markéta Orleánská       |  |                   |                        |  |  |  |  |  |  |  |                      |
|                    |                         |  |                   |                        |  |  |  |  |  |  |  |                      |
|                    |                         |  |                   | Valentina Visconti     |  |  |  |  |  |  |  |                      |
|                    |                         |  |                   |                        |  |  |  |  |  |  |  |                      |
|                    | Anna Bretaňská          |  |                   |                        |  |  |  |  |  |  |  |                      |
|                    |                         |  |                   |                        |  |  |  |  |  |  |  |                      |
|                    |                         |  |                   | Jan I. z Foix          |  |  |  |  |  |  |  |                      |
|                    |                         |  |                   |                        |  |  |  |  |  |  |  |                      |
|                    | Gaston IV. z Foix       |  |                   |                        |  |  |  |  |  |  |  |                      |
|                    |                         |  |                   |                        |  |  |  |  |  |  |  |                      |
|                    |                         |  |                   | Johana z Albretu       |  |  |  |  |  |  |  |                      |
|                    |                         |  |                   |                        |  |  |  |  |  |  |  |                      |
|                    | Markéta z Foix          |  |                   |                        |  |  |  |  |  |  |  |                      |
|                    |                         |  |                   |                        |  |  |  |  |  |  |  |                      |
|                    |                         |  |                   | Jan II. Aragonský      |  |  |  |  |  |  |  |                      |
|                    |                         |  |                   |                        |  |  |  |  |  |  |  |                      |
|                    | Eleonora Navarrská      |  |                   |                        |  |  |  |  |  |  |  |                      |
|                    |                         |  |                   |                        |  |  |  |  |  |  |  |                      |
|                    |                         |  |                   | Blanka Navarrská       |  |  |  |  |  |  |  |                      |
|                    |                         |  |                   |                        |  |  |  |  |  |  |  |                      |